# Dumont (Texas)
Dumont is een klein plaatsje gelegen in de Amerikaanse staat Texas. Het ligt in het noordwesten van de King County, dicht bij de grens van Dickens County. Het gehucht telde in 2000 85 inwoners waarmee het na hoofdplaats Guthrie de dichtstbevolkte plaats in de county is.

## Geschiedenis
Het ontstaan van Dumont vond ergens plaats in de late jaren van 1880. In 1896 kwamen er een paar kerken bij. Dat bracht meer inwoners met zich mee in het nieuwe plaatsje. In 1914 werd besloten dat Dumont een onafhankelijk schooldistrict voor zichzelf zou oprichten. Dat bestond tot 1959. Daarna sloot Dumont zich aan bij de Guthrie Scholen. 
Ondanks dat Dumont een belangrijk punt werd voor distributie en handel voor de omliggende landbouw, heeft het nooit veel inwoners gehad. Het aantal inwoners bereikte zijn hoogtepunt in 1960 met 105. Dat aantal daalde in 1980 naar 95 en in 1990 waren er nog maar 85 inwoners. Het aantal inwoners bleef bij de laatste telling van 2000 gelijk. 

## Klimaat
In Dumont heerst een steppeklimaat